# Phanomorpha acrocapna
Phanomorpha acrocapna là một loài bướm đêm trong họ Crambidae.